# Nachig
Nachig es una localidad del estado mexicano de Chiapas. Es parte del municipio de Zinacantán.

## Demografía
| Gráfica de evolución demográfica |
|                                  |

| Censo | Población |
| ----- | --------- |
| 1900  | 305       |
| 1910  | 66        |
| 1921  | 66        |
| 1930  | 124       |
| 1940  | 269       |
| 1950  | 415       |
| 1960  | 915       |
| 1970  | 1 241     |
| 1980  | 1 579     |
| 1990  | 2 174     |
| 2000  | 3 375     |
| 2010  | 3 260     |
| 2020  | 4 520     |